# Ţicleni
Țicleni' er en by i distriktet Gorj i Oltenien, Rumænien. Byen har 3.934 (2021) indbyggere.
Det er et samfund, der er udviklet omkring udnyttelsen af  olie og naturgas. 
Terrænet er overvejende kuperet, med løvskove (nogle er århundrede gamle ege) og nåletræer, med udsigter af stor skønhed. Faunaen omfatter kaniner, hjorte, ræve og vildsvin. 
Den fik byrettigheder i 1968, og er etableret ved at forene tre hoveddele, fra nord til syd: Tunși, Țicleni og Gura Lumezii samt tre tidligere bosættelser af arbejdere på oliefeltet, som nu er opgraderet.

## Beliggenhed
Țicleni ligger i Karpaternes forland i Sydkarpaterne på kanten af dalsænkningen Depresiunea Târgu Jiu i en venstre sidedal af den her kanaliserede flod Jiu (tysk Schil). Distriktets hovedstad Târgu Jiu ligger ca. 20 km nordvest for byen.
Byen har et stadion og ejer et fodboldhold, FC Petrolul Țicleni. Tidligere var her et kurbad med varmt vand. Byen har medicinske afdelinger, et gymnasium, fire grundskoler, fem børnehaver, fire kirker, et kommunalt bibliotek, en højskole for industriel olie, restauranter, almindelige butikker og en lokal tv-station.

## Billeder
- Toppen af rørledning
- Boretårne i landsbyen
- Ortodoks kirke
- Hovedgaden
- Landsbyen